# Felix Lehrmann
Felix Michael Lehrmann (* 21. Oktober 1984 in Halberstadt) ist ein deutscher Schlagzeuger.

## Leben
Lehrmann spielte mit drei Jahren das erste Mal Schlagzeug. Er sah, laut eigener Aussage, im Alter von elf Jahren das erste Mal Joe-Zawinul-Drummer Paco Séry live in Berlin spielen. Daraufhin studierte er jahrelang die Hi-Hat von ihm, da er in seinen Augen der „Hi-Hat-König“ sei. Sein Vater Michael, bei dem er schon im Alter von sieben Jahren als Roadie arbeitete, ist ein in Berliner Kreisen bekannter und geschätzter Gitarrist, seine Mutter ist Lehrerin. Sein Onkel spielte früher Schlagzeug, woraufhin er mit drei bis vier Jahren auf dem Dachboden seiner Oma seine ersten Versuche am Drumset unternahm.
Am Anfang unterrichtete ihn sein Vater am Schlagzeug. Danach bekam er mit sieben Jahren seinen ersten Schlagzeugunterricht bei Frank Schirmer und später bei Kenny Martin, bei dem er bis November 2006 Unterricht genommen hatte. Mit 17 Jahren ging er, als professioneller Musiker, mit Della Miles auf seine erste Europatournee. Seit 2002 wirkt Lehrmann bei der Band Rivo Drei mit. Seitdem ist er als Tour- und Studiodrummer tätig. Des Weiteren beteiligt er sich an den Go-Music-Sessions und seit 2004 auch an der Live-Demo-Band aus Berlin.
Projekte hatte er u. a. mit Aloe Blacc, Kurtis Blow, Frank McComb, Boris, Weather Girls, D-Flame, Haftbefehl, Namika, Bell, Book & Candle, Yvonne Catterfeld, Valentine, Nneka, Jeanette Biedermann, Mamadee, Itchycoo, Lena Meyer-Landrut, Martin Miller. Lehrmann ist seit 2008 Drummer für Deutschlands erfolgreichste Sängerin Sarah Connor und spielt seitdem alle Touren und Promoauftritte mit ihr. Von 2012 bis 2015 war er Schlagzeuger der schwedischen Progressive-Rock-Band The Flower Kings und ist auf ihren Alben Banks of Eden und Desolation Rose zu hören. Von Februar 2015 bis Dezember 2016 war er zusammen mit Dendemann bei der TV-Show Neo Magazin Royale mit Jan Böhmermann einmal in der Woche zu sehen. Mit dem Quartett Marriage Material, das er mit Vibraphonist Raphael Meinhart, Gitarrist Arto Mäkelä und Bassist Thomas Stieger bildete, versuchte er sich in „cinematografischem Jazz“ (gleichnamiges Album 2021).

## Diskografie (Auszug)

### Solo-Alben
| Jahr | Interpret               | Titel                   |
| ---- | ----------------------- | ----------------------- |
| 2011 | Felix Lehrmann’s Rimjob | Felix Lehrmann’s Rimjob |

### Alben (m/ Felix Lehrmann)
| Jahr    | Interpret             | Titel                       | DE         | AT | CH | PL |
| ------- | --------------------- | --------------------------- | ---------- | -- | -- | -- |
| 2003    | Itchycoo              | ITCHYCOO                    | –          | –  | –  | –  |
| 2004    | Franky Kubrick        | Rücken zur Wand             | –          | –  | –  | –  |
| 2005    | Valentine             | Ocean Full of Tears         | 26         | –  | –  | –  |
| 2005    | Bell, Book & Candle   | Bigger                      | –          | –  | –  | –  |
| 2005    | Yvonne Catterfeld     | Unterwegs                   | 1 Gold     | 4  | 18 | –  |
| 2005    | Bernhard Brink        | Schlagertitan               | 46         | –  | –  | –  |
| 2006    | US5                   | In Control                  | 6          | 7  | 44 | –  |
| 2006    | Michelle Hunziker     | Lole                        | –          | –  | –  | –  |
| 2006    | Valentine             | Blue Merry-Go-Round         | –          | –  | –  | –  |
| 2006    | Rivo Drei             | Yeah! Jawohl! und überhaupt | –          | –  | –  | –  |
| 2006    | Jeanette Biedermann   | Naked Truth                 | 14         | 44 | 55 | –  |
| 2006    | Jamie Shaw            | Different                   | –          | –  | –  | –  |
| 2006    | Mike Leon Grosch      | Absolute                    | 2          | 12 | 6  | –  |
| 2006    | Muhabbet              | R’nBesk                     | 54         | –  | –  | –  |
| 2006    | Lilyjets              | 3rd Floor                   | –          | –  | –  | –  |
| 2006    | Tobias Regner         | Straight                    | 1          | 5  | 14 | –  |
| 2007    | Lisa Bund             | Born Again                  | 27         | 66 | 88 | –  |
| 2007    | Luttenberger*Klug     | Mach dich bereit            | 5          | 68 | –  | –  |
| 2007    | Nevio                 | Nevio                       | 5 Gold     | 7  | 11 | –  |
| 2007    | Muhabbet              | R’nBesk – In deinen Straßen | –          | –  | –  | –  |
| 2007    | Natalia               | Everything and More         | –          | –  | –  | –  |
| 2008    | Zascha Moktan         | The Bottom Line             | 38         | –  | –  | –  |
| 2008    | Sarah Connor          | Sexy as Hell                | 3          | 5  | 7  | –  |
| 2008    | Thomas Godoj          | Plan A!                     | 1 Platin · | 1  | 3  | –  |
| 2008    | Hans-Werner Olm       | Show must go Olm - Live '08 | –          | –  | –  | –  |
| 2009    | Tata Young            | Ready for Love              | –          | –  | –  | –  |
| 2009    | Oceana                | Love Supply                 | –          | –  | –  | 11 |
| 2009    | Oliver Wimmer         | 14 Hours                    | –          | 19 | –  | –  |
| 2009    | Cinema Bizarre        | Toyz                        | 24         | 44 | –  | –  |
| 2009    | Eisblume              | Unter dem Eis               | 12         | 24 | –  | –  |
| 2009    | Bernhard Brink        | Schlagertitan               | 46         | –  | –  | –  |
| 2010    | Dendemann             | Vom Vintage verweht         | 9          | 21 | 35 | –  |
| 2010    | Rivo Drei             | Funk & Döner                | –          | –  | –  | –  |
| 2010    | Christian Durstewitz  | Let Me Sing                 | 19         | –  | –  | –  |
| 2010    | Blockflöte des Todes  | Wenn Blicke flöten können   | –          | –  | –  | –  |
| 2010    | ZPYZ                  | 2080                        | –          | –  | –  | –  |
| 2010    | Jennifer Rush         | Now Is Your Hour            | 21         | 51 | 61 | –  |
| 2010    | Bernhard Brink        | So oder so                  | 20         | –  | –  | –  |
| 2010    | Hubert Tubbs          | Dive in                     | –          | –  | –  | –  |
| 2010    | Valentine             | Love Like Gold              | 81         | –  | –  | –  |
| 2010/11 | restrepo              | dia de esperanza            | –          | –  | –  | –  |
| 2011    | Adwoa Hackmann        | Tief wie das Meer           | –          | –  | –  | –  |
| 2011    | Timothy James         | Make It Happen              | –          | –  | –  | –  |
| 2011    | Nevio                 | Berlino                     | –          | –  | –  | –  |
| 2011    | Nica & Joe            | Nica & Joe                  | 25         | 36 | 43 | –  |
| 2011    | Veronika Fischer      | Zeitreise                   | –          | –  | –  | –  |
| 2011    | Mark Medlock          | My World                    | 22         | 63 | –  | –  |
| 2012    | Mic Donet             | Plenty of Love              | 4          | 17 | 4  | –  |
| 2012    | Nica & Joe            | Magic Moments               | –          | –  | –  | –  |
| 2012    | Restrepo              | Día de Esperanza            | –          | –  | –  | –  |
| 2012    | Michael Lehrmann      | Three Words Later           | –          | –  | –  | –  |
| 2012    | DJ Ötzi               | Simply the Best             | 38         | 3  | 31 | –  |
| 2012    | Ivy Quainoo           | Ivy                         | 5 Gold     | 11 | 10 | –  |
| 2012    | The Black Pony        | Take Off                    | –          | –  | –  | –  |
| 2012    | Volkan Baydar         | Raum schaffen               | –          | –  | –  | –  |
| 2012    | Tino Gonzales         | The Right Time              | –          | –  | –  | –  |
| 2013    | The Flower Kings      | Desolation Rose             | 92         | –  | –  | –  |
| 2013    | Torsten Goods         | Love Comes to Town          | –          | –  | –  | –  |
| 2013    | Megaloh               | Endlich unendlich           | 9          | 33 | 34 | –  |
| 2014    | Dieter Birr           | Maschine                    | 13         | –  | –  | –  |
| 2014    | Max Merseny           | Everlasting                 | –          | –  | –  | –  |
| 2015    | Namika                | Nador                       | 13         | 58 | 36 | –  |
| 2016    | Anderson / Stoll      | Invention of knowledge      | –          | –  | –  | –  |
| 2016    | Samy Deluxe           | Berühmte letzte Worte       | 4          | 11 | 5  | –  |
| 2016    | Luxuslärm             | Fallen und Fliegen          | 9          | –  | –  | –  |
| 2016    | Sarah Connor          | Muttersprache Live          | –          | –  | –  | –  |
| 2017    | Jen Majura            | Inzenity                    | –          | –  | –  | –  |
| 2019    | Stefan Jürgens        | Grenzenlos Mensch           | –          | –  | –  | –  |
| 2019    | Sarah Connor          | Herzkraftwerke Live         | –          | –  | –  | –  |
| 2019    | Maschine              | Alle Winter wieder          | 23         | –  | –  | –  |
| 2020    | Ela                   | Liebe und Krieg             | –          | –  | –  | –  |
| 2020    | Julia Neigel          | Ehrensache                  | 13         | –  | –  | –  |
| 2020    | Michael Lehrmann      | Immer nicht ewig            | –          | –  | –  | –  |
| 2021    | Stephanie Lottermoser | Hamburg                     | –          | –  | –  | –  |
| 2024    | The Master Brew       | Elixir                      | –          | –  | –  | –  |

### EPs
| Jahr | Interpret         | Titel      |
| ---- | ----------------- | ---------- |
| 2010 | The Phunkguerilla | Neophunk 1 |

### Singles
| Jahr | Interpret          | Titel                  |
| ---- | ------------------ | ---------------------- |
| 2007 | Orange Blue        | Love and Fear          |
| 2008 | Sarah Connor       | I’ll Kiss It Away      |
| 2009 | Cherine Nouri      | Faithful               |
| 2010 | Lena Meyer-Landrut | Satellite              |
| 2010 | The Phunkguerilla  | Neophunk 2             |
| 2011 | DJ Ötzi            | I sing a Liad für dich |

### Lieder
| Jahr | Interpret     | Titel                   |
| ---- | ------------- | ----------------------- |
| 2012 | Roman Lob     | Conflicted              |
| 2021 | Oliver Thomas | Es wäre besser zu zweit |

### DVDs (Auszug)
| Jahr | Interpret         | DVD                           |
| ---- | ----------------- | ----------------------------- |
| 2005 | Yvonne Catterfeld | Unterwegs Live                |
| 2015 | Sarah Connor      | Muttersprache Live - Ganz nah |
| 2016 | Sarah Connor      | Muttersprache Live            |
| 2019 | Sarah Connor      | Herzkraftwerke Live           |

## Tourneen (Auszug)
| Jahr         | Interpret                                                           | Tour                                            |
| ------------ | ------------------------------------------------------------------- | ----------------------------------------------- |
| 2001         | Della Miles                                                         | Follow Me                                       |
| 2005         | Yvonne Catterfeld                                                   | Unterwegs                                       |
| 2006         | Rivo Drei                                                           | Support Tour Ich & Ich                          |
| 2006         | Rivo Drei                                                           | Support Tour Mike Leon Grosch und Tobias Regner |
| 2006         | Rivo Drei                                                           | Support Tour Silbermond                         |
| 2006–2007    | Yvonne Catterfeld                                                   | Aura                                            |
| 2007         | Clinic Tour mit Wolfgang Haffner, Ralf Gustke und Felix M. Lehrmann | The Groove Is in the House                      |
| 2008         | Sarah Connor                                                        | Sexy-As-Hell-Promotion-Tour                     |
| 2008         | Rivo Drei                                                           | Funk & Döner                                    |
| 2008         | Dendemann                                                           | Promotion-Tour (Grönemeyer Support)             |
| 2008         | Jaguar Wright & Bahamadia                                           | Europatournee                                   |
| 2009         | Sarah Connor                                                        | Sexy As Hell Tour 2009                          |
| 2009         | Oceana                                                              | –                                               |
| 2012         | The Flower Kings                                                    | Banks Of Eden Tour                              |
| 2012         | The Phunkguerilla feat. Cosmo Klein                                 | Let’s Work Tour                                 |
| 2013         | Mic Donet                                                           | PlentyOfLove Acoustic Tour                      |
| 2013         | Schmidt                                                             | Pop Noir Tour                                   |
| 2013         | The Flower Kings                                                    | The Flower Kings & Neal Morse Band Tour         |
| 2013         | Torsten Goods                                                       | Love Comes To Town Tour                         |
| 2014         | The Flower Kings                                                    | The Flower Kings & Daniel Gildenlow Trio Tour   |
| 2014         | Max Merseny                                                         | Everlasting Album Release Tour                  |
| 2014         | Torsten Goods                                                       | Love Comes To Town Tour                         |
| 2015         | Namika                                                              | Lieblingsmensch Tour                            |
| Sarah Connor | Muttersprache Live                                                  |                                                 |
| 2015–2016    | Torsten Goods                                                       | Thank You Baby Tour                             |
| 2015–2016    | Sarah Connor                                                        | Muttersprache Live                              |
| 2017         | Dieter Maschine Birr                                                | Live-Tour                                       |
| ?            | Hezekiah                                                            | ?                                               |
| ?            | Zascha Moktan                                                       | The Bottom Line Tour                            |
| Sarah Connor | Muttersprache Live                                                  |                                                 |

## Festivals (Auszug)
| Jahr | Festival                                                |
| ---- | ------------------------------------------------------- |
| 2007 | Dresdener Drum-&-Bassfestival                           |
| 2008 | beyerdynamic Drum Day                                   |
| 2008 | Musikmesse Frankfurt                                    |
| 2008 | Superdrumming Festival                                  |
| 2009 | Superdrummingfestival                                   |
| 2009 | MEINL Guitar Festival 2009                              |
| 2010 | A-TRANE Sommer-Wochen-Konzerte Felix Lehrmann & friends |
| 2010 | Sweden Rock Festivals                                   |
| 2013 | La Rioja Drumming Festival                              |
| 2013 | MEINL Guitar Festival 2013                              |
| 2013 | Superdrumming Festival                                  |
| 2013 | Ibanez Guitar Festival                                  |
| 2014 | TAMA 40th Anniversary Drum Festival                     |
| 2014 | Crescendo Prog Festival                                 |
| 2014 | La Rioja Drumming Festival                              |
| 2014 | Dresdener Drum-&-Bassfestival                           |
| 2014 | Fusion Festival                                         |
| 2015 | SWR3 New Pop Festival                                   |
| 2015 | NDR Soundcheck Neue Musik Festival                      |
| 2016 | Ibanez Guitar Festival                                  |
| 2016 | Dresdener Drum-&-Bassfestival                           |
| 2016 | Bag'Show 2016 - Paris drums Festival                    |
| 2017 | U. K. Drum Show                                         |
| 2018 | Auvisa Drum Fest Barcelona                              |

## Workshops (Auszug)
| Jahr | Workshop                                            |
| ---- | --------------------------------------------------- |
| 2007 | „Meinl-Cymbals“-Workshop-Tour                       |
| 2010 | 1. Internationalen Music Workshop Day Emmendingen   |
| 2010 | Drummer Meeting                                     |
| 2014 | Austrian Percussion Camp                            |
| 2014 | Downtown Music Institute gGmbH Aktionstage Workshop |

## Late-Night-Shows (Auszug)
| Jahr      | Late-Night-Show    |
| --------- | ------------------ |
| 2015–2016 | Neo Magazin Royale |

## Nominierungen / Auszeichnungen

### Nominierungen
- 2012
  - ECHO Jazz in der Kategorie Bester Newcomer